# Heteropicnosis
La Heteropicnosis es la visualización de la cromatina previamente teñida de forma irregular, a manera de grumos, en el núcleo.
Es la coloración que tiene la heterocromatina con respecto a la eucromatina. La heterocromatina puede aparecer más densamente teñida que la eucromatina (heteropicnosis positiva) o menos densamente teñida que la eucromatina (heteropicnosis negativa)
- Datos: Q6443277